# Bjørnedyr
Tardigrader (Tardigrada) eller bjørnedyr er små segmentdelte dyr, sandsynligvis beslægtet med leddyr eller hjuldyr/fladorme – tilhørsforholdet er ikke endeligt afklaret. Tardigrader er i dag indplaceret i deres egen dyrerække. De blev første gang beskrevet af J.A.E. Goeze i 1773 ('kleiner Wasserbär' = lille vandbjørn). Tardigrada-navnet betyder "langsomtgående" og blev givet af Spallanzani i 1776.
De menes at være opstået under den Kambriske Eksplosion for ca. 540 millioner år siden, men man har ikke fundet fossillerede bjørnedyr. Der er fundet bjørnedyr i ca. 100 millioner gammelt kridttids rav, som ligner dagens bjørnedyr.
Bjørnedyr er små dyr, som for de fleste arters vedkommende har 4 par ben. Der er indtil dato (2011) beskrevet ca. 1150 arter, men forskere regner med, at der eksisterer mindst 10.000. Befrugtningen af æggene foregår uden for hunnens krop. De største voksne bjørnedyr har en kropslængde på op til 1,5 mm, de mindste 0,05 mm og hører dermed til de mindste flercellede dyr, der findes. Nyklækkede larver kan være mindre end 0,05 mm.
Bjørnedyr er utroligt hårdføre. Bjørnedyr lever af at udsuge plante- og dyreceller. Langt de fleste lever på planter, og på landjorden findes de fortrinsvis på mosser og lav. Bjørnedyr bevæger sig langsomt på en nærmest bjørneagtig måde, og de ligner faktisk teddybjørne, når de ses forfra. Deres farve er ofte kraftig, og spænder fra røde og gule til olivengrøn. Udtørrede bjørnedyr kan svæve med vinden, typisk bærende små stykker udtørret mos eller transporteres på anden måde..
Bjørnedyr deles op tre klasser. 
Mesotardigrada, Eutardigrader og Heterotardigrada. 
- Mesotardigrada tæller kun én art, som er fundet i en varm svovlkilde i Japan.
- Eutardigrader er typisk ferskvandslevende bjørnedyr.
- Heterotardigrada er typisk ferskvands- og landlevende bjørnedyr – der er dog en enkelt saltvandslevende art.

## Levesteder
Bjørnedyr lever næsten overalt på jorden:
- På søbunde.
- I havet ned til 4,7 kilometers dybde.
- I atmosfæren op til 10 kilometers højde.
- På verdens højeste bjergtoppe, hvor de er fundet op til 6,6 kilometers højde, men de kan også overleve på toppen af Mt. Everest.
- På undersiden af sten i Namibørkenen.
- I udtørrede saltsøer i Sahara.
- I tagrender, strandsand, mos (hvor der kan leve op til 20.000 pr gram), Grønlands indlandsis og gletsjere.

## Overlevelsesevne
Deres aktivtilværelse er altid i vand, men under tørkeperioder går de i en "dvaletilstand", hvorunder deres væskeindhold kan falde fra 85% helt ned til 1%, hvorved deres stofskifte falder til mindre end 0,01% af det normale. I denne tilstand kan de overleve utrolige ting: Nøglen til deres modstandsdygtighed beror på specifikke proteiner som Dsup (damage suppressor protein), som mindsker DNA-skader ved at danne et beskyttende skjold omkring det genetisk materiale.
- De kan tåle 1000 gange så meget radioaktiv stråling som mennesker i dvaletilstand.[14]
- De kan kortvarigt tåle ekstreme temperaturer fra +151 °C til -270 °C.
- Der er eksempler på genoplivning fra en dvaletilstand på 120 år (i tørt mos opbevaret på et museum).
- De er meget fleksible over for trykpåvirkning og kan leve under situationer med meget højt tryk op til 6000 atmosfærers tryk,[15] men også under meget lavt tryk, eksempelvis relativt kortvarigt ude i verdensrummet.[16]
- De kan overleve vakuum[17] og en kort rumtur.[16]
- Bjørnedyr kan overleve æter og absolut alkohol.

Netop på grund af bjørnedyrets mange overlevelsesmuligheder i dvaletilstand anses bjørnedyret for en af de mest succesrige, flercellede organismer til at overleve i ekstreme miljøer.
På grund af deres overlevelsesevne er bjørnedyr sendt ud i rummet.

## Klassifikation
Ifølge () er der følgende klassifikation:
- Tardigrader Bjørnedyr Tardigrada
  - Klasse Heterotardigrada
    - Orden Arthrotardigrada (typisk saltvandlevende bjørnedyr)
    - Orden Echiniscoidea (typisk ferskvands- og landlevende bjørnedyr – der er dog en enkelt saltvandslevende art)

  - Klasse Mesotardigrada (Muligvis er der én art i denne klasse)
  - Klasse Eutardigrada (typisk ferskvandslevende bjørnedyr)
    - Orden Apochaela, Apochela
    - Orden Parachaela , Parachela